# Tänk när lammen få
Tänk när lammen få är en barnpsalm av evangelisten i Helgelseförbundet Emil Gustafson. Psalmen har tre sexradiga verser. Sången har ingen refrängtext. Texten finns inte omnämnd i Oscar Lövgrens Psalm- och sånglexikon från 1964.

## Publicerad som
- Nr 256 i Hjärtesånger 1895 med titeln För de små under rubriken Barnsånger